# USS Charleston (C-2)
O USS Charleston foi um cruzador protegido da Marinha dos Estados Unidos. O seu desenho foi executado por um estaleiro do Reino Unido e a construção realizada em um estaleiro norte-americano de São Francisco sendo comissionado em 1889. Este foi o segundo navio da Marinha dos Estados Unidos à receber esse nome.

## Guerra Hispano-Americana
Quando a Guerra Hispano-Americana começou, o USS Charleston foi enviado sob o comando do capitão Henry Glass para a ilha de Guam que na época pertencia aos espanhóis, havia uma pequena guarnição espanhola na ilha, quando o navio chegou deu o primeiro tiro, os espanhóis não sabiam nada sobre a guerra e foram receber os "convidados" e pedir desculpas por não terem pólvora para retribuir o tiro de "saudação" do Charleston, mas ao chegarem Glass informou-lhes que os dois países estavam em guerra, portanto a guarnição espanhola foi aprisionada e a ilha foi ocupada. Em seguida, o Charleston se juntou à frota do Comodoro George Dewey para lutar na Batalha de Cavite, nas Filipinas.

## Naufrágio
O Charleston estava navegando em 1899, quando encalhou num recife, a sua tripulação conseguiu escapar, mas o navio foi perdido.